# 隆子女王 (斎宮)
隆子女王（たかこじょおう、生年不詳 - 天延2年閏10月16日（974年12月2日））は、平安時代中期の皇族。伊勢斎宮。章明親王第1王女（醍醐天皇の皇孫）、母は藤原敦敏の女。斎宮済子女王の姉。

## 生涯

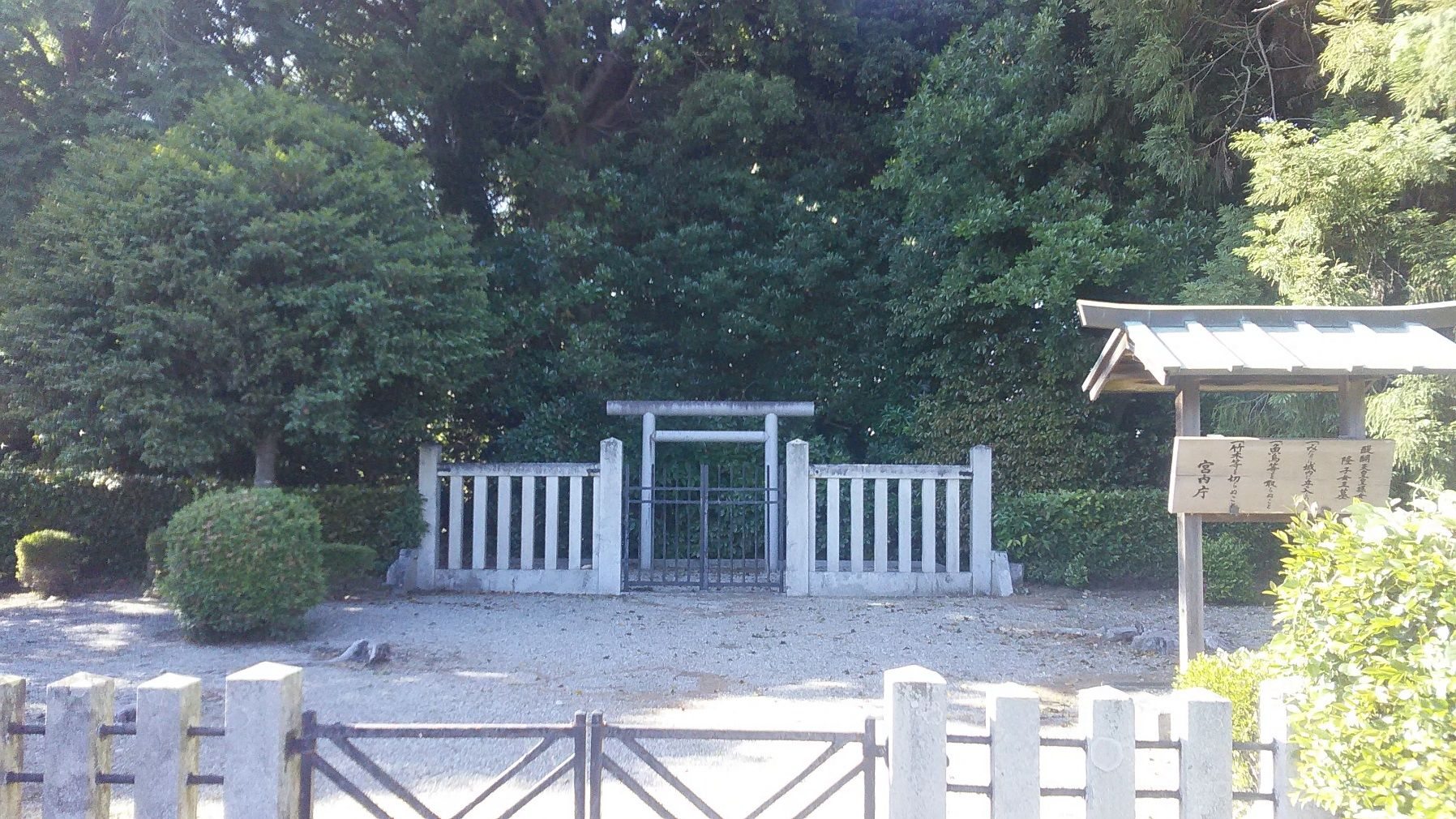
隆子女王の墓(明和町馬之上)

円融天皇の斎宮として、安和2年11月16日（970年）に卜定される。翌天禄元年（同970年）9月8日、主水司へ初斎院入り。同年9月30日、野宮に遷る。同2年（971年）9月23日、伊勢へ群行。3年後の天延2年（974年）閏10月16日、流行していた疱瘡のため伊勢斎宮にて卒去。飛鳥時代以降、伊勢で在任中に亡くなった最初の斎宮である。三重県多気郡明和町には、宮内庁によって治定された隆子女王の墓が所在し、日本遺産「祈る皇女斎王のみやこ 斎宮」の構成要素となっている。